# Pelagonemertes parvula
Pelagonemertes parvula är en djurart som tillhör fylumet slemmaskar, och som beskrevs av Korotkevich 1964. Pelagonemertes parvula ingår i släktet Pelagonemertes och familjen Pelagonemertidae. Inga underarter finns listade i Catalogue of Life.